# Moschea di Kara Ahmet Pascià
La moschea di Kara Ahmet Pascià è una moschea ottomana situata a Istanbul, in Turchia.